# Helen Patricia Sharman
Helen Patricia Sharman, OBE (* 30. Mai 1963 in Sheffield, Großbritannien) ist eine ehemalige britische Raumfahrerin. Sie war die erste Person aus dem Vereinigten Königreich, die an einem Raumflug teilnahm.

## Leben
Nach dem Besuch der Jordan Thorpe Comprehensive School in Sheffield studierte Sharman an der University of Sheffield Chemie und erwarb 1984 den Bachelor. 1987 erwarb sie am Birkbeck College der University of London den Doktorgrad in Naturwissenschaften. Nach ihrem Studium arbeitete sie zunächst bei General Electric, dann bei dem Süßwarenhersteller Mars Confectionery Ltd.

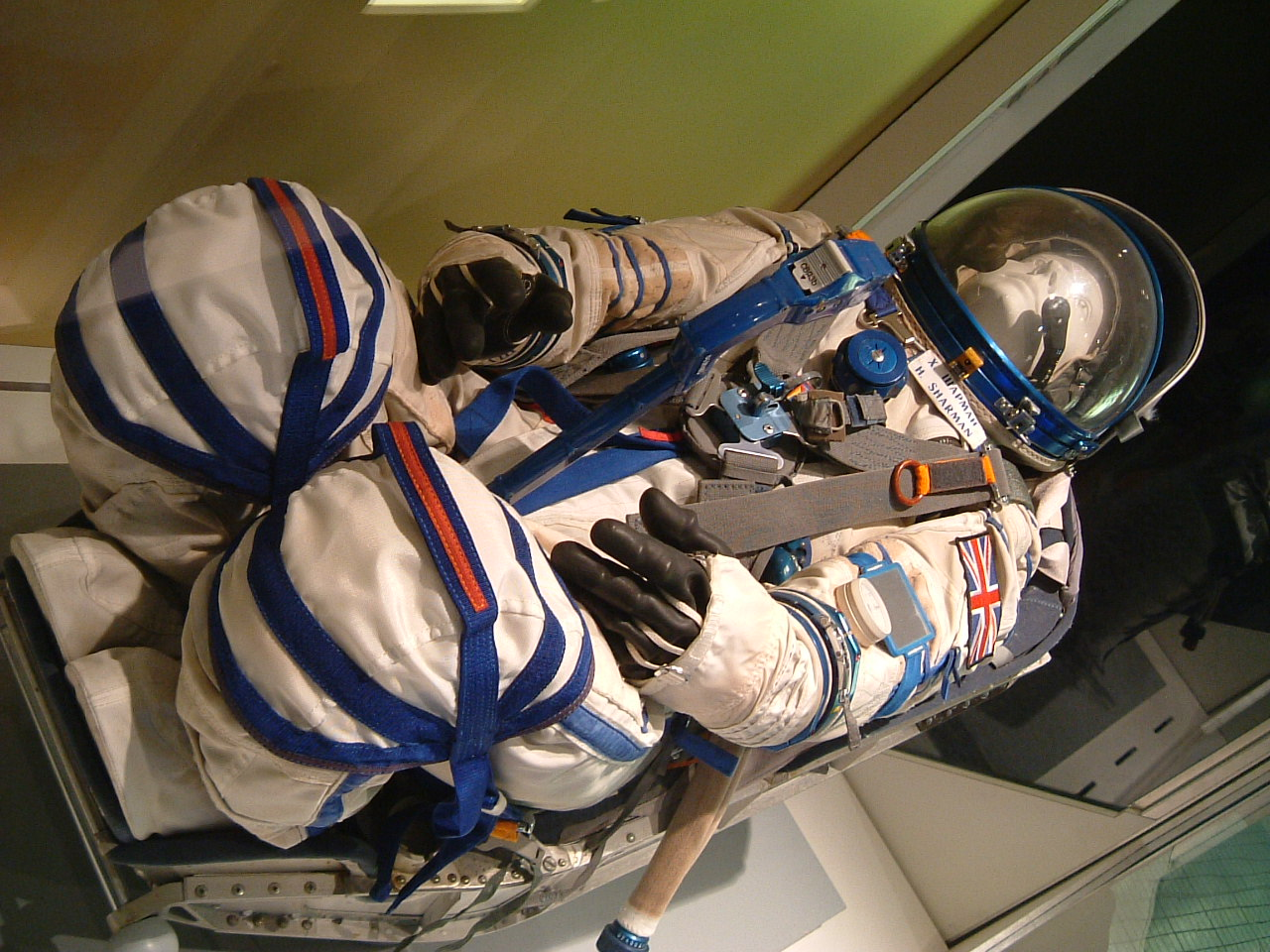
Sokol-Raumanzug von Helen Sharman im National Space Centre in England

Im Sommer 1989 bewarb sich Sharman auf einen Radiospot hin als erste britische Astronautin für eine kommerzielle sowjetisch-britische Mission und wurde am 25. November 1989 aus 13.000 Bewerbern ausgewählt. Nach einer eineinhalbjährigen Ausbildung im Sternenstädtchen nahe Moskau startete Helen Sharman am 18. Mai 1991 zusammen mit zwei sowjetischen Kosmonauten von Baikonur aus zu einem knapp sechstägigen Aufenthalt auf der sowjetischen Raumstation Mir. Ihre Aufgaben dort beinhalteten Experimente in den Bereichen Medizin, Agrarwissenschaft und Kartografie. Außerdem hielt Sharman eine Unterrichtsstunde, die direkt in britische Klassenzimmer übertragen wurde.
1992 und 1998 wurde Helen Sharman von Großbritannien für weitere Raumflüge (diesmal für die ESA) nominiert, aber nicht berücksichtigt.
Heute arbeitet sie als Fernseh-Kommentatorin und Dozentin.
Sharman ist ledig und hat keine Kinder.

## Ehrungen
Helen Sharman wurde 1993 für ihre Verdienste zum Offizier des Order of the British Empire ernannt.

## Wissenswertes
- Helen Sharman litt während ihres Aufenthaltes auf der Mir an einer Art „Raumstauballergie“ und musste im Durchschnitt zwanzig Mal pro Stunde niesen.
- Helen Sharman war die 15. Frau im Weltall, die erste Nicht-Amerikanerin und Nicht-Sowjetbürgerin.
- Helen Sharman war die erste britische Staatsbürgerin im Weltall. Zu den wenigen persönlichen Dingen, die sie auf ihren Flug mitnehmen durfte, gehörte auch ein Foto von Königin Elisabeth II.
- Helen Sharmans Hobbys sind Sport und Motorradfahren.
- Wegen ihrer Anstellung beim Süßwarenhersteller Mars wurde sie scherzhaft auch the Girl From Mars genannt.